# Mistrzostwa Świata i Europy w Biegu na 100 km 2015
28. Mistrzostwa Świata i 23. Mistrzostwa Europy w biegu na 100 km – zawody lekkoatletyczne, które odbyły się 12 września 2015 w Winschoten. 

## Mistrzostwa Świata

### Rezultaty
|           | 1. miejsce     | Rezultat | 2. miejsce            | Rezultat | 3. miejsce           | Rezultat |
| Mężczyźni | Jonas Buud     | 6:22:44  | Asier Cuevas Ettcheto | 6:35:49  | Giorgio Calcaterra   | 6:36:49  |
| Kobiety   | Camille Herron | 7:08:35  | Kajsa Berg            | 7:20:48  | Marija Vrajić Trošić | 7:27:11  |

## Mistrzostwa Europy

### Rezultaty
|           | 1. miejsce | Rezultat | 2. miejsce            | Rezultat | 3. miejsce         | Rezultat |
| Mężczyźni | Jonas Buud | 6:22:44  | Asier Cuevas Ettcheto | 6:35:49  | Giorgio Calcaterra | 6:36:49  |
| Kobiety   | Kajsa Berg | 7:20:48  | Marija Vrajić Trošić  | 7:27:11  | Joasia Zakrzewski  | 7:31:33  |

## Reprezentacja Polski

### Mężczyźni
| Miejsce MŚ | Miejsce ME | Zawodnik        | Klub                     | Rezultat |
| 90         | 66.        | Jacek Będkowski | LZS Zawisza Stara Kuźnia | 8:48:26  |
| 98         | 73.        | Tomasz Matusiak | LUKS Wieża Postomino     | 9:35:06  |